# Ahí vamos
Ahí vamos es el cuarto álbum de estudio como solista del músico artístico de Argentina Gustavo Cerati, lanzado el 4 de abril de 2006 por Sony Music. El álbum obtuvo excelentes críticas y popularidad, especialmente en Argentina, Chile, Colombia y México. El disco fue certificado como platino en Argentina solo con las ventas anticipadas, y alcanzó el disco de oro en México. En este álbum, Cerati vuelve al estilo roquero y crudo que lo caracterizaba en álbumes como Canción animal y Dynamo de Soda Stereo.
El primer sencillo del álbum fue «Crimen», que fue lanzado en abril de 2006 y ganó gran popularidad en América Latina y España; «Crimen» también ganó el premio a la mejor canción rock en los Grammy Latinos. El segundo sencillo fue «La excepción», lanzado en septiembre. Luego salieron tres exitosos cortes de difusión más: «Adiós», «Lago en el cielo» y «Me quedo aquí».
Cerati realizó un gira por Latinoamérica, España y Estados Unidos para promocionar el disco y el 12 de octubre tocó por primera vez en Londres en The Forum. La gira comprendió 76 shows, viéndose interrumpida en junio de 2007 por la confirmación del reencuentro del antiguo grupo de Gustavo Cerati Soda Stereo, que se desintegró en septiembre de 1997.

## Historia

### Lanzamiento
El 4 de abril de 2006, lanza de manera simultánea en México y Argentina su nueva producción Ahí vamos, que implica un regreso a su pasado roquero. En Argentina, alcanzó el disco de platino antes de salir a la venta, debido a los pedidos por anticipado. Fue sin lugar a dudas el disco mejor recibido por la crítica y por el público en la carrera de Gustavo Cerati.

### Gira de presentación
La gira de presentación del disco incluyó a Argentina, México, España, Inglaterra, Perú y el resto de Latinoamérica. El sábado 7 de julio de 2007, Cerati fue el único argentino en participar en el concierto Live Earth en Hamburgo, Alemania; ahí interpretó con Shakira la canción Día especial, compuesto por ambos para el álbum de la colombiana Fijación oral vol. 1.
En abril de 2007 el sello Sony BMG lanzó a la venta el DVD de la gira «Ahí Vamos», que contiene los temas interpretados en los conciertos realizados en el Estadio Obras Sanitarias los días 16, 17, 18 y 30 de junio y 1 de julio de 2006.

## Lista de canciones
Toda la música compuesta por Gustavo Cerati. 
| N.º   | Título                                    | Letras                           | Duración |  |
| 1.    | «Al fin sucede»                           | Gustavo Cerati                   | 3:26     |  |
| 2.    | «La excepción»                            | Gustavo Cerati                   | 4:09     |  |
| 3.    | «Uno entre 1000»                          | Gustavo Cerati · Richard Coleman | 4:07     |  |
| 4.    | «Caravana»                                | Gustavo Cerati · Richard Coleman | 4:08     |  |
| 5.    | «Adiós»                                   | Gustavo Cerati · Benito Cerati   | 3:51     |  |
| 6.    | «Me quedo aquí»                           | Gustavo Cerati                   | 3:34     |  |
| 7.    | «Lago en el cielo»                        | Gustavo Cerati                   | 5:05     |  |
| 8.    | «Dios nos libre» (Sample por Soda Stereo) | Gustavo Cerati · Richard Coleman | 4:29     |  |
| 9.    | «Otra piel» (Sample por Mr. E y Joe Gore) | Gustavo Cerati                   | 4:37     |  |
| 10.   | «Médium»                                  | Gustavo Cerati                   | 5:30     |  |
| 11.   | «Bomba de tiempo»                         | Gustavo Cerati                   | 5:08     |  |
| 12.   | «Crimen»                                  | Gustavo Cerati                   | 3:48     |  |
| 13.   | «Jugo de luna»                            | Gustavo Cerati · Richard Coleman | 4:03     |  |
| 55:55 |                                           |                                  |          |  |

Notas:
- «Dios nos libre» contiene un sample de «Texturas» de Soda Stereo.
- «Otra piel» contiene un sample de «Numbered Days» de Eels.

## Videos musicales
- «Crimen» (2006)
- «La excepción» (2006)
- «Adiós» (2007)
- «Lago en el cielo» (2008)
- «Me quedo aquí» (2008)
- «Otra piel» (2023)
- «Al fin sucede» (2023)
- «Jugo de luna» (2024)

## Músicos
- Gustavo Cerati:  voz, guitarras, sintetizadores, mpc, piano Rhodes, bajo y programaciones
- Flavio Etcheto:  laptop, trompeta, guitarra y sampler
- Leandro Fresco: coros, sintetizadores, sampler, piano Rhodes y percusión
- Emmanuel Cauvet: batería
- Fernando Samalea: batería y bandoneón
- Richard Coleman: guitarras
- Bolsa González: batería
- Tweety González: teclados
- Fernando Nale: bajo y contrabajo
- Pedro Moscuzza: batería y percusión
- Javier Zuker: scratches y loops
- Eduardo Gomez: coros
- Ginger Reyes: coros

## Agradecimientos
Beni y Lisa, Sofía, Laura, Estela, Mamá, Papá, Guadi, Lean, Fer, Richard, Emmanuel, Pedro, Bolsa, Sama, Tweety, Héctor, Uriel, Parker, Pablo, Germán, Nando, Tere, Diego, Paula, Loló, Flavius, Capri, Santi, Valen, Alex, Pericos, Pelado Starc, Circo Beat, Fito, Raúl y Oscar, Rudy Pensa, Pablo Mangione, Zeki, Norberto y Leila Herzkovich, Kevin, Laurie, Shakira, Pepo, Marcelo Baraj, Capi, Martín Carrizo, Zuker, Ash, Todomúsica, Andrés Mayo, Eduardo Bergallo, Guillermo Palmero, Gaby y Leo, Emmanuel Horvilleur, Lucas Martí, Jörg Follert.

## Posicionamiento en listas
| Listas (2006)     | Mejor posición |
| ----------------- | -------------- |
| Argentina (CAPIF) | 1              |
| Uruguay (CUD)     | 3              |

## Premios, reconocimientos y logros del álbum
Premios Grammy Latino
1. 2006 | Nominado Álbum del año: Ahí vamos.
2. 2006 | Ganador Mejor álbum de rock: Ahí vamos.
3. 2006 | Ganador Mejor canción rock: Crimen.
4. 2007 | Ganador Mejor canción rock: La excepción.

MTV Video Music Awards Latinoamérica
1. 2006 | Ganador Mejor Solista.
2. 2006 | Ganador Mejor Artista Rock.
3. 2006 | Ganador Vídeo del año: Crimen.
4. 2006 | Ganador Artista del año.
5. 2006 | Ganador Mejor artista sur.

Rock and Pop Awards
1. 2006 | Ganador Mejor solista mundial.
2. 2006 | Ganador Mejor cantante nacional.

Premios Carlos Gardel
1. 2007 | Ganador Mejor álbum artista de rock: Ahí vamos.
2. 2007 | Ganador Mejor diseño de portada: Ahí vamos | Diseñador: Ezequiel de San Pablo.
3. 2007 | Ganador Mejor vídeo clip: Crimen.
4. 2007 | Nominación Ingeniería de grabación: Ahí vamos | Ingenieros: González, Dorfman, Castillo, Weinberg.
5. 2007 | Ganador Interpretación del Año: Crimen.
6. 2007 | Ganador Producción del Año: Ahí vamos | Productor: Cerati/González.
7. 2007 | Ganador Canción del Año: Crimen.
8. 2007 | Ganador Álbum del año: Ahí vamos | Gardel de Oro.

Encuestas Suplemento Sí, Diario Clarín
1. 2006 | Ganador Mejor solista
2. 2006 | Ganador Mejor disco: Ahí vamos.
3. 2006 | Ganador Mejor tema: Crimen.
4. 2006 | Ganador Mejor vídeo: Crimen.

Encuesta Suplemento No, Diario Página 12
1. 2006 | Ganador Mejor disco: Ahí vamos.

Festival Viña del Mar 2007
1. 2007 | Antorcha de Plata.
2. 2007 | Antorcha de Oro.
3. 2007 | Gaviota de Plata.

Ventas de Discos
1. Disco de platino [Argentina] (Días antes de salir a la venta).
2. Disco de oro [México].
3. Disco de oro [Chile].